# Korsørgade
Korsørgade er en gade på Østerbro, og er den eneste gade i Danmark med dette navn. Gaden er ca. 150 meter lang og løber mellem Randersgade og Strandboulevarden.
Ved hvert gadehjørne er der et træ – og en p-automat.

## Gadens historie
Gaden er navngivet omkring 1908 og tilhører gruppen af gader med navn efter større danske byer.
I 1911 var der et blikkenslagerværksted ved F. Krebs i nr. 17 og i nr. 21 boede der en maskinmester der havde det passende efternavn Fix, A.V. Fix.
I midten af 1950'erne var der lidt mere handel i gaden end i dag. Kaffehandler H. Nielsen holdt til i nr. 29, Harry Olsen havde lampeskærmsfabrik i nr. 19 og Østerbros Vinduepolering ved Oluf Didrichs var at finde i nr. 28 på anden sal. I nr. 33 var der en lidt usædvanlig frisørsalon, da Ejnar Jensen både var barber og damefrisør. I nr. 38 boede skuespillerinden Alma Lagoni, der en overgang var gift med stumfilmsskuespilleren Otto Lagoni.

## Nævneværdige bygninger i gaden
I Korsørgades ene ende i ligger supermarkedet Netto og lidt af Ældrehuset Østerbro fra 2005. Det er et kommunalt center der samler genoptræning, vejledning for livsstilssygdomme, hygge og hjemmepleje. . De ellers så venlige aktiviteter er pakket noget trist og gråt ind og det mest oplivende indslag på facaden er faktisk de to store indrammede reklameplakater.
Nr. 2-8 er fra 1963 og har en meget usædvanlig underetage, i stedet for store butiksvinduer er der små højtsiddende vinduer i en hvidpudset væg, der er overraskende graffiti-fri.
Nr. 28 til 36 er dele af en stor karré fra 1917. Der er gråt puds nederst, hvidkalkede mursten, røde vinduer og kviste med knæktag.
Nr. 29-33 er 1916 og er i røde mursten med fin markering af de franske altaner i gule mursten. Over porten er der et relief forestillende kalkbrænderiet. I 1729 – året efter Københavns store brand – blev det første kalkbrænderi åbnet, men det lå i de første par år ved Langebro indenfor Københavns volde. I 1731 blev det flyttet udenfor byen, omtrent hvor den nuværende Nordhavn station ligger. Her gik kysten på det tidspunkt. I 1770'erne blev der bygget et nyt kalkbrænderi lidt længere mod nord. Kalkbrænderiet har gennem historien spillet en ledende rolle i kvarterets liv og udvikling, hvilket – udover flere gadenavne og det nævnte relief her – er svært at gense i dag. Den nuværende kalkbrænderihavn er først anlagt i forbindelse med anlæggelsen af Frihavnen, hvilket skete i 1895.
Nr. 38-40 er fra 1913 og har et usædvanligt fundament: Firkantede groft tilhugne sten. Selv fortovsfliserne er mere ru og med større stenstørrelser end normalt.
Genboen, 35-37, er også fra 1913 og i røde mursten. De buede karnapper er i sandfarvet puds med en falsk balustrade øverst, underst er der en svag aftrapning. Kombineret med otte cirkler i relief i en halvkreds over dørene, minder huset om en legetøjsborg.